# 八田亜矢子
八田 亜矢子（はった あやこ、1984年10月4日 - ）は、日本のタレント。学位は公衆衛生学修士（専門職）（東京大学・2013年）。所属事務所はセント・フォース。福岡県生まれ東京都八王子市育ち。

## 経歴
- 1984年（昭和59年）10月4日 - 福岡県に生まれる。3歳まで福岡で育つ。
- 1997年（平成9年）3月 - 八王子市立長沼小学校卒業
- 1997年4月 - 桜蔭中学校入学。後に自主退学し公立中学校に転校。
- 2003年（平成15年）3月 - 筑波大学附属高等学校卒業
- 2004年（平成16年）4月 - 1浪して東京大学理科二類に入学。大学ではテニスサークルに所属。
- 2004年11月 - 「ミス&ミスター東大コンテスト2004」に出場。2004年度ミス東大に選ばれる。
- 2005年（平成17年）6月 - 初のレギュラー番組である「シネマスクランブルTV」に出演する。
- 2005年8月 - 家庭教師のトライの第1回「T-1グランプリ」に出場する（この時のグランプリは、2003年度ミス東大（元:NHKアナウンサー、現:獨協医科大学助教[2]）の小正裕佳子）。
- 2006年（平成18年）1月 - 「ワールド・ミス・ユニバーシティ・コンテスト2006 日本大会」に出場しファイナリストに残るが辞退。
- 2006年4月 - TBS「王様のブランチ」のブランチリポーターになる。教養学部前期課程を降年（留年）する。
- 2007年（平成19年）4月 - 日本テレビ「ラジかるッ」のアシスタントになる。教養学部前期課程を降年（留年）する（2回目）。
- 2007年12月 - TBS「王様のブランチ」を卒業。
- 2008年（平成20年）4月 - 3年生に進級。進学振分けにより後期課程医学部健康科学・看護学科に進む。
- 2008年4月 - 日本テレビ「ラジかるッ」の木曜日のコメンテーターに昇格。
- 2009年（平成21年）4月 - 4年生に進級。
- 2009年8月 - 東京大学大学院医学系研究科に合格。
- 2010年（平成22年）3月 - 東京大学医学部健康科学・看護学科（健康科学コース）卒業。
- 2010年4月 - 同大学大学院専門職学位課程進学。
- 2013年3月 - 同大学院医学系研究科（公共健康医学専攻）修了。
- 2013年12月24日 - 東大時代に同級生であった、公立大医学生(寺口潤)と結婚[3]。
- 2020年6月10日 - 第1子男児を出産[4]。

## 人物・エピソード
- 姉(八田麻紗子)は東京理科大学、東京大学大学院工学系研究科修士課程を卒業・修了後、約8年間の交通計画分野のコンサルタント経験、大手総合商社での約7年間の新規事業開発や商品販売経験を経て、2021年11月、株式会社ミールセレクトを設立し、女社長に就任[5][6][7][8]。母方の祖父も東京大学出身[9]。
- 愛犬の名は、「レオナルド」（ミニチュアダックスフンド）。愛猫の名は、「みけ」と「ぴのこ」（共に雑種）。
- 右目だけ異常に視力が低いと自身のブログで公表しており、普段は裸眼で生活しているが、車の運転時などは眼鏡を使用。
- 東京大学入学後に株式会社ナレッジパークが運営するキャンパスパークに所属し、モデル・タレント活動を始める。並行して小学生対象の家庭教師のアルバイトをしていた。お昼から夕方のニュース番組に度々出演。「東大生タレント」としてクイズやバラエティ番組に多数出演。
- 2007年4月から2008年3月まで日本テレビ「ラジかるッ」にアシスタントとして出演した。2007年10月までは月曜日と火曜日担当で、特に火曜日の「あやクリ」というコーナーでは毎週ナース服で出演していた。同年11月からは月曜日・水曜日・金曜日の担当になり、金曜日は11時10分頃の「ハッタネス」という十数秒間のコーナーにも出演していた。2008年4月からは木曜日のコメンテーターになった。2008年6月19日、寝坊のため生放送の本番に間に合わず遅刻欠席。翌日同番組に出演し謝罪した[10]。
- 木村美紀とは、同じ東大理科二類の同期生同士だった[11]。
- 晴れ女を自称している。
- 2012年、TOKYO MXの早朝情報ワイド「チェックタイム」のメインキャスターに起用され、夢だった報道の仕事に就けた[12][13]。それに向けて、10年以上ロングヘアだったのをミディアムにした[14][15]。

## 出演

### テレビ番組

#### 過去の出演番組
- 王様のブランチ（2006年4月 - 2007年12月、TBS）ブランチリポーター
- ラジかるッ（2007年4月 - 2009年3月、日本テレビ）アシスタント、木曜コメンテーター
- 今すぐ使える豆知識 クイズ雑学王（2007年10月 - 2008年8月・2009年1月、テレビ朝日）準レギュラー解答者
- 脳内エステ IQサプリ（2007年 - 2008年、フジテレビ）不定期ゲスト
- 近未来×予測テレビ ジキル&ハイド（2008年1月 - 2009年2月、ABC）レギュラー
- 超タイムショック（2008年 - 2009年、テレビ朝日）不定期ゲスト
- 熱血!平成教育学院（2008年 - 2009年、フジテレビ）不定期ゲスト
- 八田亜矢子の環境ゼミ（2009年4月 - 2010年3月、日テレG+）パーソナリティー
- 新感覚ゲーム クエスタ（2010年5月 - 2011年3月10日、NHK総合）不定期ゲスト
- リトル・チャロ2　英語に恋する物語（2010年9月29日 - 10月27日、NHK教育）マンスリーゲスト
- 服部幸應の食育のすすめ（2011年、TwellV）アシスタント
- チェックタイム（7:00～8:00の枠のみ）（2012年4月2日 - 2013年3月29日、TOKYO MX・三重テレビ）　メインキャスター
- KEIBA BEAT（2013年 - 2014年3月、テレビ西日本）小倉競馬場主催分の中継番組進行役
- ビジネスクリック（2013年4月9日 - 2014年3月25日、TBSテレビ）レギュラー
- たかじんのそこまで言って委員会（読売テレビ）（2013年4月28日、2014年6月29日）ゲスト（2013年6月2日）副委員長補佐 （2014年6月29日、2014年7月6日）山本浩之と共に進行
- NHK高校講座 生物基礎（2014年4月15日 - 不明 、NHK Eテレ）キャスター
- クイズプレゼンバラエティー Qさま!!（2007年 - 2010年1月、2011年1月-2016年4月、テレビ朝日）不定期ゲスト
- 鉄道紀行 ニッポンぶらり鉄道旅 (NHK BSプレミアム) - 旅人
  - 第36回 東京メトロ丸ノ内線 (2015年5月7日)
  - 第39回 小田急江ノ島線 (2015年6月4日)
  - 第47回 JR東日本外房線 (2015年9月3日)
  - 第58回 南海電気鉄道本線 (2016年1月14日)
  - 第63回 とさでん交通・土佐くろしお鉄道 (2016年3月10日)
  - 第71回 JR瀬戸大橋線 (2016年6月16日)
  - 第80回 都電荒川線 (2016年10月13日)
  - 第82回 近鉄奈良線 (2016年11月3日）
  - 第94回 いすみ鉄道いすみ線 (2017年4月6日)
  - 第109回 東京メトロ南北線 (2017年10月5日)
  - 第114回 叡山電鉄鞍馬線 (2017年11月23日)
  - 第169回 JR横浜線 (2019年9月26日)
- おはようコールABC（朝日放送、2017年4月3日 - 不明） - リポーター
- そ〜だったのかンパニー（テレビ新広島、2018年4月1日 -2020年3月22日 ） - ＭＣ
- ニュース女子（DHCテレビジョン） - コメンテーター
- 東大王（TBS）不定期出演

### ラジオ
- Ameba Saeko's Chat!（2007年9月7日・14日、TOKYO FM）
- Canon Photo Weekend～散歩の達人Radio～ （2009年4月4日 - 2010年3月27日、TOKYO FM ）レギュラー

### インターネット
- シネマスクランブルTV（2005年 - 2009年、NECビッグローブ）
- a.FORCE College特番（2007年、アメーバブログ）
- ウルトラゲームステーションズ ストV AE（2018年12月6日 - 2019年1月17日、AbemaTV・ウルトラゲームス）MC

### CM・広告
- テイルズウィーバー（ネクソンジャパン）
- 東京ガス
- ANA 国内線割引運賃「旅割」（2008年）皆藤愛子、石原良純と共演
- 東京金融取引所 くりっく365
- 花王「エッセンシャル」・「カワKiSHiN」プロジェクト 奥田順子・小畑由香里・松本莉緒・森下千里・平子理沙らと競演
- NECビッグローブ 民のチカラ2
- ポーラ化粧品「ホワイティシモ」（2010年）小林麻央をメインとして、同事務所所属の7人のタレントが「ニュースキャスター・レポーター」という設定で出演
- 貝印　KAI RAZOR男性用かみそり（2011年）杉崎美香ら同事務所所属5人のタレントが「女子アナと男性青年との合コン」という設定で出演
- 島根県　県政特別番組「知ろう！学ぼう！医療の現場」～明日のしまねを支える君たちへ～(2012/03/04)山陰放送にて放送、ローカルアイドルのラッテフレンズと共演
- グリーンオン「グリーンオン・ミニ」（ゴルフ用携帯GPS）広告キャラクターおよびキャディー音声データを収録

### ゲーム
- J.LEAGUE プロサッカークラブをつくろう!6 Pride of J（セガ）秘書役

## 書籍

### 雑誌
- CanCam（小学館）
- ViVi（講談社）
- JJ（光文社）

### 写真集
- AYAKO（2008年9月18日発売、学習研究社）

### 著書
- 「今日からできる! 東大脳の育て方」（2010年4月発売、ワニブックス） ISBN 4847018982

自らの東大学生時代の経験から学んだ学習法を伝授した八田初の教育書で、実際に授業で使用したノートの公開や、八田の実母との対談も収録されている。